# Länsväg 398
Länsväg 398 är en väg mellan Sangis och Hedenäset.

## Sträckning
Vägen går sträckningen Sangis – Björkfors – Lappträsk – Hedenäset. Vägen går i Kalix, Haparanda och Övertorneå kommuner, helt i Norrbottens län.
Det är en 49 km lång väg som förbinder Sangis vid Bottenvikskusten med Hedenäset och Övertorneå vid Torneälven. En genväg till Kalix finns i byn Björkfors. Vid stationssamhället Lappträsk korsas gamla Haparandabanan planskilt och även militärvägen, gamla länshuvudväg 356 (nu väg BD 767), i form av två trevägskorsningar. Nära Sangis korsas nuvarande Haparandabanan planskilt.

## Vägutformning
Landsväg, relativt rak. Hastighetsbegränsning till största delen satt till 90 eller 100 km/h.

## Planerad utbyggnad
Inget känt.

## Historik
1962-1985 var vägen en del av länsväg 400 (Sangis-Övertorneå-Pajala-Karesuando), ett nummer som inte används längre. 1985 flyttades nr 400 till Haparanda-Övertorneå-Karesuando, och nr 398 infördes för Sangis-Hedenäset. Före 1962 var vägen Sangis-Hedenäset en onumrerad småväg. Då gick länshuvudväg 400 Haparanda-Karesuando, numera riksväg 99. 
Redan på 1890-talet  fanns en väg längs sträckan, men bara Sangis-Lappträsk-Karungi. Dagens väg Björkfors-Lappträsk baseras på den. På 1940-talet fanns också en väg Lappträsk-Hedenäset. Även en ny väg Sangis-Björkfors som används än idag. En ny väg Lappträsk-Hedenäset och en förbifart förbi Sangis byggdes på 1970-talet.

## Anslutande vägar och korsningar
|  | Nr | Namn      | Skyltning              |
|  | -- | --------- | ---------------------- |
|  |    | Sangis    | E4 Sundsvall Haparanda |
|  |    | Hedenäset | 99 Pajala Haparanda    |